# Jewdokija Nosal
Jewdokija Iwanowna Nosal (ros. Евдокия Ивановна Носаль, ukr. Євдокія Іванівна Носаль, ur. 13 marca 1918 we wsi Burczak w obwodzie zaporoskim, zm. 23 kwietnia 1943 k. Noworosyjska) – radziecka pilotka wojskowa, Bohater Związku Radzieckiego (1943).

## Życiorys
Urodziła się w ukraińskiej rodzinie chłopskiej. Pracowała jako nauczycielka w Mikołajowie, ukończyła aeroklub i w 1940 szkołę lotniczą w Chersoniu i została pilotem-instruktorem aeroklubu w Chersoniu, od 1941 służyła w Armii Czerwonej. Od maja 1942 walczyła w wojnie z Niemcami, była zastępcą dowódcy eskadry 46 gwardyjskiego nocnego bombowego pułku lotniczego 218 Nocnej Bombowej Dywizji Lotniczej Gwardii 4 Armii Powietrznej Frontu Północno-Kaukaskiego w stopniu młodszego porucznika, wykonała 354 loty bojowe, bombardując obiekty przeciwnika, jego siłę żywą i technikę. Zginęła podczas wypełniania zadania bojowego na południowy zachód od Noworosyjska. W jej rodzinnej wsi i w Krasnodarze jej imieniem nazwano szkołę.

## Odznaczenia
- Złota Gwiazda Bohatera Związku Radzieckiego (pośmiertnie, 24 maja 1943)[3]
- Order Lenina (pośmiertnie, 24 maja 1943)
- Order Czerwonego Sztandaru
- Order Czerwonej Gwiazdy